# Parc national d'Ifrane
Le parc national d'Ifrane est un parc national marocain, l'un des représentatifs par la richesse de son écosystème et de ses paysages.
Il constitue un pôle touristique pour les randonneurs et les pêcheurs.
Situé au cœur du Moyen Atlas en plein causse karstique, représentatif de la beauté du Moyen Atlas, le parc national d'Ifrane s'étend sur plus de 500 km². Il abrite notamment la plus grande forêt de cèdres du monde. Il englobe un ensemble de gîtes d'importance en termes de biodiversité et d'une rareté remarquable (parc de Tizguite, Val d'Ifrane et les sources Vittel,  lac Daït Aoua, Daït Hachlaf, Daït Ifrah,Daït Iffer, lac Aguelmame Tifounassine et d'autres), outre la station ski à Michlifen.
Le parc fait partie de la réserve de biosphère des Cèdres de l'Atlas.
Ce patrimoine est soumis à diverses pressions, telles que le surpâturage, la dynamique de la population locale et citadine, la surexploitation de la forêt.

## Biodiversité

### Faune
Macaques (importantes populations), loutre, cerf de Barbarie réintroduit au début des années 1990, certains rapaces très rares, serval, panthère, Caracal.

### Flore
Cèdre de l'Atlas, chêne du Portugal, chêne vert, pin maritime.